# Griselda (minisèrie)
Griselda és una minisèrie de televisió de drama biogràfic dirigida per Andrés Baiz i produïda per Eric Newman i Sofía Vergara. Està escrit per Doug Miro i Ingrid Escajeda. És protagonitzada per la mateixa Vergara com a Griselda Blanco, un cap de la droga colombiana. La minisèrie es va estrenar a Netflix el 25 de gener de 2024 i consta de sis episodis, cadascun amb una durada d'una hora aproximadament. S'ha subtitulat al català.
La sèrie va rebre crítiques generalment positives, amb elogis cap a l'actuació de Vergara. La primera setmana de l'estrena, va debutar al número u a 90 països i va encapçalar el top 10 de la setmana de Netflix en anglès.

## Producció

### Desenvolupament
El 3 de novembre de 2021, es va informar que Netflix estava en procés de desenvolupar una nova minisèrie dramàtica basada en la vida real de la narcotraficant colombiana Griselda Blanco. La minisèrie seria produïda per Eric Newman, Sofía Vergara i Luis Balaguer per a Latin World Entertainment. Baiz, colombià de naixement, va dirigir tots els episodis. Justament, Baiz, amb Doug Miro i Carlos Bernard, que havien format part de l'equip creatiu de Narcos, van ser-ne els productors delegats, i Ingrid Escajeda i Miro serien els productors creadors. El 19 de gener de 2022, Netflix va publicar per primer cop una foto de Vergara en el personatge de Griselda Blanco, en un avançament de la sèrie. El llançament també va revelar 12 nous membres del repartiment confirmats, incloses Vanessa Ferlito i Juliana Aidén Martinez. El repartiment també incloïa Alberto Guerra, Alberto Ammann, Christian Tappan, Diego Trujillo, Paulina Davila, Gabriel Sloyer, Martin Rodriguez, José Zúñiga, Maximiliano Hernández, Julieth Restrepo i Carolina Giraldo (més coneguda com a Karol G, en el seu primer paper rellevant d'interpretació).

### Rodatge
El rodatge de la minisèrie va començar el 17 de gener de 2022 a Los Angeles.

## Estrena
La sèrie es va estrenar a Netflix el 25 de gener de 2024.
El 17 de gener, membres de la família de Griselda Blanco van presentar una demanda per ús no autoritzat de semblances i van demanar a un jutge que aturés l'estrena del programa.